# V761 Centauri
a Centauri
Ne doit pas être confondu avec A Centauri (= HD 100673), ni avec α (Alpha) Centauri.
Désignations
V761 Centauri (en abrégé V761 Cen), également connue comme a Centauri ou encore HD 125823, est une étoile variable de quatrième magnitude de la constellation australe du Centaure. D'après la mesure de sa parallaxe annuelle par le satellite Hipparcos, elle est située à environ ∼ 460 a.l. (∼ 141 pc) de la Terre. Elle s'éloigne du Système solaire à une vitesse radiale de +5,9 km/s. L'étoile est membre du groupe Haut-Centaure Loup de l'association Scorpion-Centaure, qui est l'association d'étoiles massives de types O et B la plus proche du Système solaire.
En 1965, William P. Bidelman (en) découvre que l'intensité des raies spectrales de l'hélium neutre de V761 Centauri avait varié sur des plaques photographiques prises entre 1908 et 1911. Cette variation est confirmée par A. David Thackeray (en) en 1966. Son spectre varie entre celui d'une étoile riche en hélium de classe B2 à celui d'une étoile pauvre en hélium de classe B8 selon une période de 8,82 jours. Des mesures de vitesse radiale faites durant les années 1970 ont révélé différentes variations de vitesse pour l'hélium et d'autres éléments. L'intensité de son champ magnétique atteint un maximum négatif, en phase avec l'intensité maximale de la raie de l'hélium. De faibles émissions ont également été détectées dans les raies ionisées une fois du silicium, du magnésium et du fer, mais pas dans les raies neutres de l'hydrogène et de l'hélium.
V761 Centauri est une étoile Bp magnétique particulière qui montre des variations périodiques de ses raies de l'hélium neutre. Elle est classée comme une variable de type SX Arietis et sa magnitude apparente varie entre +4,38 et +4,43 sur une période de 8,82 jours. L'étoile montre de plus des abondances en hélium très différentes selon les deux hémisphères, et, inhabituellement, de l'hélium 3 a été détecté dans son hémisphère sud plus pauvre. La variation de la concentration de l'hélium affecte la hauteur d'échelle de son atmosphère, ce qui fait que les régions riches en hélium ont une luminosité plus faible dans la bande visuelle mais qu'elles émettent plus dans l'ultraviolet lointain. De fortes concentrations à certaines longitudes (45°, 135° et 315°) ont été détectées pour le fer, l'azote et l'oxygène autour de l'équateur de l'étoile.